# Richard Lang (Geologe)

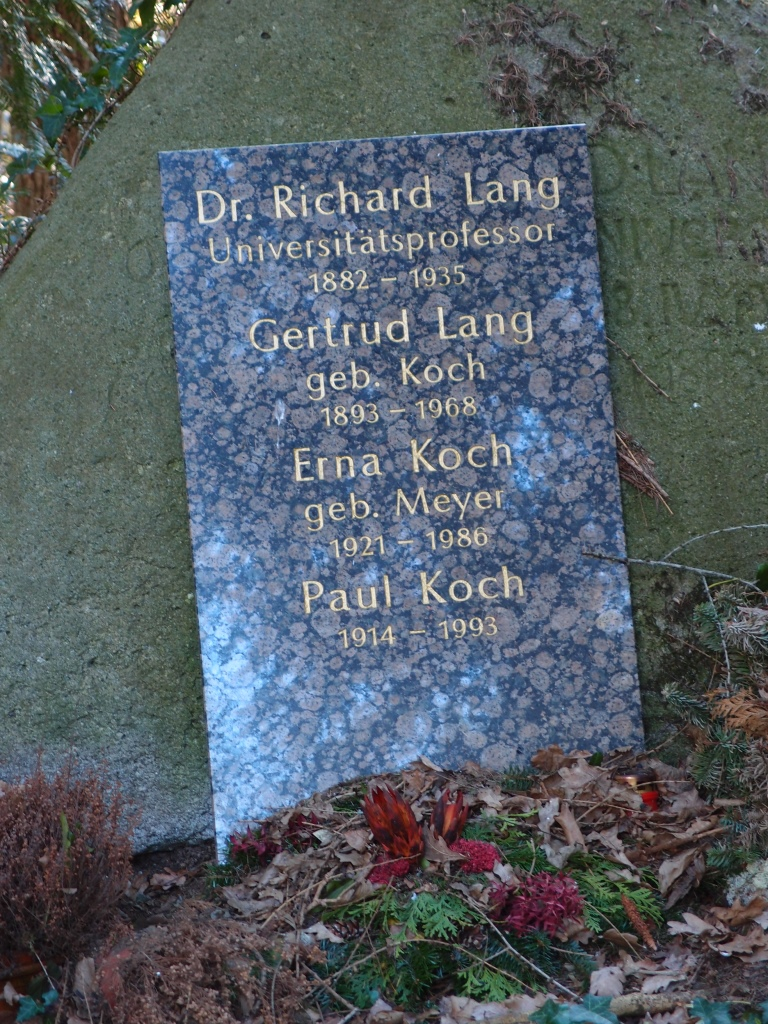
Grab des Geologen Richard Lang (1882–1935) auf dem Waldfriedhof in München.

Richard Lang (* 27. September 1882 in Eßlingen am Neckar; † 18. April 1935 in  München) war ein deutscher Geologe, Bodenkundler und Agrikulturchemiker.

## Leben
Lang war der Sohn von Philipp Lang und seiner Frau Pauline, geb. Sixt. Er machte nach dem Abitur in Eßlingen 1901 eine Kaufmannslehre in Köln und studierte ab 1902 Betriebswirtschaft, Chemie und Physik in Leipzig mit dem Schwerpunkt physikalische Chemie. Unter anderem studierte er bei Johannes Wislicenus und Wilhelm Ostwald. Das Studium diente als Vorbereitung der geplanten Übernahme der Fabrik der Familie, in die er 1904 eintrat. 1905 gab er das auf, um Geologie an der TH Stuttgart und in Tübingen zu studieren mit der Promotion in Tübingen 1908 über den mittleren Keuper in Süd-Württemberg. Er war in Tübingen Assistent am Geologischen Institut und habilitierte sich 1910 (Beitrag zur Stratigraphie des mittleren Keupers zwischen der Schwäbischen Alb und dem Schweizer Jura). Danach war er Privatdozent für Bodenkunde in Tübingen und Assistent von Ernst Koken. 1912/13 vertrat er nach Kokens Tod dessen Lehrstuhl und 1913/14 nahm er an einer Expedition nach Sumatra, Java und den Molukken teil. Im Ersten Weltkrieg war er ab 1914 Soldat, zuletzt in leitender Funktion als Wehrgeologe mit Professorentitel. 1917 wurde er außerordentlicher Professor in Tübingen und 1919 außerordentlicher Professor an der Universität Halle und 1927 wurde er ordentlicher Professor für Bodenkunde und Agrikulturchemie an der Ludwig-Maximilians-Universität München. Er war Vorstand des Bodenkundlichen Instituts der Bayerischen Forstlichen Versuchsanstalt.
Richard Lang definierte unter anderem 1915 den Regenfaktor, bei dem er die durchschnittliche jährliche Niederschlagsmenge mit der Durchschnittstemperatur in Beziehung setzte und damit einen Indikator für die Aridität einer Region und ihren Effekt auf die Bodenbildung zu haben.

## Schriften
- Der mittlere Keuper im südlichen Württemberg, Teil I und II,. Jahreshefte des Vereins für vaterländische Naturkunde in Württemberg, 65, 1909, S. 77–131, Teil III und IV, Band 66, 1910, S. 1–54
- Beitrag zur Stratigraphie des mittleren Keupers zwischen der Schwäbischen Alb und dem Schweizer Jura. Geol. Pal. Abh. N.F. 9, H. 4, 1913
- Versuch einer exakten Klassifikation der Böden in klimatischer und geologischer Hinsicht, Intern. Mitt. f. Bodenkunde, Berlin 1915
- Verwitterung und Bodenbildung als Einführung in die Bodenkunde, Schweizerbart 1920
- Weiteres zur Sumpfmoornatur der Braunkohlen, Braunkohle 23, 1924, 493–498